# جشنواره موسیقی جوان
جشنواره ملی موسیقی جوان از مهمترین جشنواره‌های موسیقی در ایران است که معمولا مرحله نهایی آن شهریورماه برگزار می‌شود. انجمن موسیقی ایران مسئول برگزاری این جشنواره است. هومان اسعدی دبیر دوره‌های هفتم تا پانزدهم جشنواره جوان بوده‌است. پس از ایشان حمیدرضا اردلان دبیر دوره های شانزدهم و هفدهم بوده اند.
در دوره های قبل(اول تا ششم)  آذین موحد، کامبیز روشن روان، فرید سلمانیان(2 دوره)، محمدسریر و داریوش پیرنیاکان دبیر جشنواره بوده اند .

## داوران
- کامبیز روشن‌روان
- سیاوش ظهیرالدینی
- شاهین فرهت
- مرجان قنبری‌مهر
- عبدالنقی افشارنیا
- ابوالحسن خوشرو
- جاوید مجلسی
- مینا افتاده
- سیامک بنایی
- کریم قربانی
- سینا جهان‌آبادی
- محسن تویسرکانی
- داود جعفری امید
- بهناز ذاکری
- اکبر محمدی
- محمدعلی لقاء
- مهدی آذرسینا
- نصرالله ناصح پور